# Don Hutchison
Donald Oliver Hutchison, detto Don (Gateshead, 9 maggio 1971) è un ex calciatore scozzese, di ruolo centrocampista.

## Statistiche

### Cronologia presenze e reti in nazionale
| Cronologia completa delle presenze e delle reti in nazionale ― Scozia | Cronologia completa delle presenze e delle reti in nazionale ― Scozia | Cronologia completa delle presenze e delle reti in nazionale ― Scozia | Cronologia completa delle presenze e delle reti in nazionale ― Scozia | Cronologia completa delle presenze e delle reti in nazionale ― Scozia | Cronologia completa delle presenze e delle reti in nazionale ― Scozia | Cronologia completa delle presenze e delle reti in nazionale ― Scozia | Cronologia completa delle presenze e delle reti in nazionale ― Scozia |
| Data                                                                  | Città                                                                 | In casa                                                               | Risultato                                                             | Ospiti                                                                | Competizione                                                          | Reti                                                                  | Note                                                                  |
| --------------------------------------------------------------------- | --------------------------------------------------------------------- | --------------------------------------------------------------------- | --------------------------------------------------------------------- | --------------------------------------------------------------------- | --------------------------------------------------------------------- | --------------------------------------------------------------------- | --------------------------------------------------------------------- |
| 31-3-1999                                                             | Glasgow                                                               | Scozia                                                                | 1 – 2                                                                 | Rep. Ceca                                                             | Qual. Euro 2000                                                       | -                                                                     | 63’                                                                   |
| 28-4-1999                                                             | Brema                                                                 | Germania                                                              | 0 – 1                                                                 | Scozia                                                                | Amichevole                                                            | 1                                                                     |                                                                       |
| 4-9-1999                                                              | Sarajevo                                                              | Bosnia ed Erzegovina                                                  | 1 – 2                                                                 | Scozia                                                                | Qual. Euro 2000                                                       | 1                                                                     | 19’                                                                   |
| 8-9-1999                                                              | Tallinn                                                               | Estonia                                                               | 0 – 0                                                                 | Scozia                                                                | Qual. Euro 2000                                                       | -                                                                     | 89’                                                                   |
| 9-10-1999                                                             | Glasgow                                                               | Scozia                                                                | 3 – 0                                                                 | Lituania                                                              | Qual. Euro 2000                                                       | 1                                                                     |                                                                       |
| 13-11-1999                                                            | Glasgow                                                               | Scozia                                                                | 0 – 2                                                                 | Inghilterra                                                           | Qual. Euro 2000                                                       | -                                                                     | 88’                                                                   |
| 17-11-1999                                                            | Londra                                                                | Inghilterra                                                           | 0 – 1                                                                 | Scozia                                                                | Qual. Euro 2000                                                       | 1                                                                     |                                                                       |
| 29-3-2000                                                             | Glasgow                                                               | Scozia                                                                | 0 – 2                                                                 | Francia                                                               | Amichevole                                                            | -                                                                     |                                                                       |
| 26-4-2000                                                             | Arnhem                                                                | Paesi Bassi                                                           | 0 – 0                                                                 | Scozia                                                                | Amichevole                                                            | -                                                                     | Ammonizione                                                           |
| 30-5-2000                                                             | Dublino                                                               | Irlanda                                                               | 1 – 2                                                                 | Scozia                                                                | Amichevole                                                            | 1                                                                     |                                                                       |
| 2-9-2000                                                              | Riga                                                                  | Lettonia                                                              | 0 – 1                                                                 | Scozia                                                                | Qual. Mondiali 2002                                                   | -                                                                     |                                                                       |
| 7–10-2000                                                             | Serravalle                                                            | San Marino                                                            | 0 – 2                                                                 | Scozia                                                                | Qual. Mondiali 2002                                                   | 1                                                                     |                                                                       |
| 11-10-2000                                                            | Zagabria                                                              | Croazia                                                               | 1 – 1                                                                 | Scozia                                                                | Qual. Mondiali 2002                                                   | -                                                                     | 88’                                                                   |
| 15-11-2000                                                            | Glasgow                                                               | Scozia                                                                | 0 – 2                                                                 | Australia                                                             | Amichevole                                                            | -                                                                     |                                                                       |
| 24-3-2001                                                             | Glasgow                                                               | Scozia                                                                | 2 – 2                                                                 | Belgio                                                                | Qual. Mondiali 2002                                                   | -                                                                     |                                                                       |
| 28-3-2001                                                             | Glasgow                                                               | Scozia                                                                | 4 – 0                                                                 | San Marino                                                            | Qual. Mondiali 2002                                                   | -                                                                     |                                                                       |
| 1-9-2001                                                              | Glasgow                                                               | Scozia                                                                | 0 – 0                                                                 | Croazia                                                               | Qual. Mondiali 2002                                                   | -                                                                     |                                                                       |
| 5-9-2001                                                              | Bruxelles                                                             | Belgio                                                                | 2 – 0                                                                 | Scozia                                                                | Qual. Mondiali 2002                                                   | -                                                                     |                                                                       |
| 6-10-2001                                                             | Glasgow                                                               | Scozia                                                                | 2 – 1                                                                 | Lettonia                                                              | Qual. Mondiali 2002                                                   | -                                                                     | 77’                                                                   |
| 12-2-2003                                                             | Glasgow                                                               | Scozia                                                                | 0 – 2                                                                 | Irlanda                                                               | Amichevole                                                            | -                                                                     | 45’                                                                   |
| 29-3-2003                                                             | Glasgow                                                               | Scozia                                                                | 2 – 1                                                                 | Islanda                                                               | Qual. Euro 2004                                                       | -                                                                     | 64’                                                                   |
| 2-4-2003                                                              | Kaunas                                                                | Lituania                                                              | 1 – 0                                                                 | Scozia                                                                | Qual. Euro 2004                                                       | -                                                                     | 77’ 83’                                                               |
| 30-4-2003                                                             | Glasgow                                                               | Scozia                                                                | 0 – 2                                                                 | Austria                                                               | Amichevole                                                            | -                                                                     | 62’                                                                   |
| 20-8-2003                                                             | Oslo                                                                  | Norvegia                                                              | 0 – 0                                                                 | Scozia                                                                | Amichevole                                                            | -                                                                     | 89’                                                                   |
| 11-10-2003                                                            | Glasgow                                                               | Scozia                                                                | 1 – 0                                                                 | Lituania                                                              | Qual. Euro 2004                                                       | -                                                                     | 65’                                                                   |
| 15-11-2003                                                            | Glasgow                                                               | Scozia                                                                | 1 – 0                                                                 | Paesi Bassi                                                           | Qual. Euro 2004                                                       | -                                                                     | 90’                                                                   |
| Totale                                                                |                                                                       | Presenze                                                              | 26                                                                    |                                                                       | Reti                                                                  | 6                                                                     |                                                                       |